# Nanustes
Nanustes is een kevergeslacht uit de familie van de boktorren (Cerambycidae). De wetenschappelijke naam van het geslacht werd voor het eerst geldig gepubliceerd in 1960 door Gilmour.

## Soorten
Nanustes is monotypisch en omvat slechts de volgende soort:
- Nanustes fuchsi Gilmour, 1960